# Казаков, Виктор Фёдорович
Виктор Фёдорович Казаков (10 февраля 1923, Путковская, Ивановская область — 24 января 1995, Москва) — Герой Советского Союза, командир звена 43-й гвардейский штурмовой Волковыскский Краснознаменный авиационный полк 230-я штурмовая Кубанская Краснознаменная ордена Суворова авиационная дивизия 4-й воздушной армии 2-го Белорусского фронта, гвардии лейтенант.

## Биография
Родился 10 февраля 1923 года в деревне Путковская ныне Вичугского района Ивановской области в семье рабочего. Русский.
Окончил среднюю школу и Вичугский аэроклуб.
В 1940 году был призван в Красную Армию и направлен в летное училище. В 1941 году окончил военную авиационную школу пилотов, был лётчиком-инструктором военной авиационной школы первоначального обучения. Член ВКП(б)/КПСС с 1944 года.
На фронтах Великой Отечественной войны с октября 1943 года. С первого дня и до Победы воевал в составе 43-го штурмового авиационного полка. Участвовал в боях за освобождение Крыма.
Первые боевые вылеты совершил в районе города Керчь на поддержку Эльтигенского десанта. Нанося бомбовые и штурмовые удары по врагу с воздуха, нередко в бомболюках возил для десантников боеприпасы, продовольствие и снаряжение. В одном из боевых вылетов молодой пилот отличился дважды. При штурмовке вражеского аэродрома он лично уничтожил три Ю-88, поджёг цистерну с горючим и подавил огонь зенитной установки. А когда возвращался, заметил вражеский корабль, с борта которого велся интенсивный обстрел наших позиций. Отвернув в сторону и умело маневрируя, он атаковал цель, открыл по кораблю огонь из пушек и пулеметов. На корабле возник пожар, а затем произошёл взрыв.
Через весь Крым прошёл с боями летчик Казаков. Освобождал Керчь и Феодосию, Симферополь и Севастополь. Бомбил укрепления на Мекензиевых горах, уничтожал танки у Шестой Версты, подавлял огневые позиции около Балаклавы, штурмовал Салун Гору. В мае 1944 года в Крыму война кончилась, и 43-й гвардейский штурмовой полк был переброшен в Белоруссию.
В боях за Могилёв в июле 1944 года лейтенант Казаков уже был командиром звена и водил в боя группы штурмовиков. Много боев провел гвардеец в Украине, Белоруссии, Польше, Германии. И каждый раз возвращался с победой. К маю 1945 года командир звена гвардии лейтенант Казаков совершил 174 боевых вылета на бомбардировку и штурмовку живой силы и техники противника, уничтожил 18 танков, до 80 автомашин, свыше 40 орудий полевой и зенитной артиллерии, 5 малых судов, 7 цистерн с горючим, сотни гитлеровцев.
С 1946 года гвардии старший лейтенант Казаков — в запасе. Окончил юридический институт, работал в Ленинградском обкоме КПСС. После окончания Высшей дипломатической школы Министерства иностранных дел СССР был на ответственной работе. Капитан в отставке Казаков жил в городе-герое Москве.
Умер в 24 января 1995 года. Похоронен в Москве, на Троекуровском кладбище.

## Награды и звания
- Указом Президиума Верховного Совета СССР от 15 мая 1946 года за образцовое выполнение заданий командования и проявленные мужество и героизм в боях с немецко-фашистскими захватчиками гвардии лейтенанту Казакову Виктору Фёдоровичу присвоено звание Героя Советского Союза с вручением ордена Ленина и медали «Золотая Звезда» (№ 6144).
- Награждён также тремя орденами Красного Знамени, двумя орденами Отечественной войны 1-й степени, орденами Отечественной войны 2-й степени и «Знак Почёта», а также медалями.